# Flixster
Flixster est un site américain de films en ligne destiné à la découverte de nouveaux films et à la mise en relation de personnes partageant des goûts cinématographiques similaires. Le site permet aux utilisateurs de visualiser des bandes-annonces de films et d’en savoir plus sur les nouveaux films et les films à venir au box-office. Le site est basé à San Francisco, en Californie et est fondé par Joe Greenstein et Saran Chari en 2007. Flixster est la société mère du site Web Rotten Tomatoes depuis janvier 2010. Le 17 février 2016, Fandango rachete Flixster, y compris Rotten Tomatoes.